# 78. Oscar-gála
A 78. Oscar-gála, melynek során 2005 legjobb filmjeit jutalmazták, 2006. március 5-én került megrendezésre a Los Angeles-i Kodak Theatre-ben. A házigazda Jon Stewart volt a The Daily Show-ból. 
Az összes jelöltet az Akadémia elnöke, Sid Ganis és Mira Sorvino Oscar-díjas színésznő jelentette be 2006. január 31-én 5:30 (PST)-kor a Samuel Goldwyn Theaterben. Ang Lee Brokeback Mountain – Túl a barátságon című drámája vezette a mezőnyt nyolc nevezéssel, köztük a legjobb férfi főszereplő, legjobb rendező és legjobb film posztjára. Paul Haggis Ütközések című filmje, George Clooney Jó estét, jó szerencsét!-je és Rob Marshall Egy gésa emlékiratai című filmje 6-6 jelölést kaptak.
A legjobb film, legjobb forgatókönyv díját és a legjobb vágás díját az Ütközések című film nyerte. A legtöbb kategóriában a győztes papírforma szerint alakult. A legjobb dal győzelme történelmet írt, mivel rap dalbetét eddig még a jelölésig sem jutott el az Oscar-díj történelmében.

## Átadás
A díszlet visszatért a régi klasszikus hagyományokhoz. A ceremóniamester Jon Stewart televíziós humorista volt, akit azok után választottak ki, hogy a régi ceremóniamesterek elutasították a felkérést.

## Érdekes idézetek
- „Ez azt jelenti, hogy a rendezői díjat már nem kapom meg” – jegyezte meg George Clooney első mondatában, mikor átvette a legjobb férfi mellékszereplőnek járó Oscar-díjat.

## Hírek
Már a második éve, hogy az esélyesebb jelöltek között nincs egy igazi kasszasiker sem, a legjobb filmre jelöltek talán még kevesebb bevételt hoztak, mint a megelőző évben.
Az öt jelölt egyike sincs a 2005. év legtöbb bevételt hozó 40 filmje között a nevezés idején, ami talán a leginkább csalódást keltő bevételi statisztika az Oscar-díj eddigi történetében; az egyik jelölt a legjobb dokumentumfilm díjára, a Pingvinek vándorlása, több pénzt hozott (77,4 millió dollárt) mint bármelyik drámai jelölt, ami szintén először esik meg. A jelöltek közül az Ütközések teljesített a legjobban a mozipénztáraknál 55,4 millió dolláros amerikai bevétellel, így a 47. legtöbb pénzt hozó film volt 2005-ben. Ezt a Túl a barátságon követte 51 millió dollárral (53. hely) és a München 40,1 millióval (67. hely); a Good Night, and Good Luck. (25,1 millió) és a Capote (15,3 millió) kerekítik ki a mezőnyt. A 2005-ös amerikai jegyeladások első 50 helyezettjéből csak az Ütközések, A nyughatatlan (19.) és A remény bajnoka (41.) került jelölésre rendezés, színészi játék vagy forgatókönyv alapján. A 18 legjövedelmezőbb film mindössze csak 14 jelölést kapott, melyek nagy részét a vizuális effektusok, hangkeverés vagy hangvágás miatt nevezték.
Az összesítés a végleges adatok alapján a következőképpen alakult. A Túl a barátságon győzött bevételi szempontból az öt film közül, 83 millió dollárjával az éves lista 22. helyét foglalja el. A 49. helyen követi az Ütközések 54,9 millióval, majd a Münchent találjuk legközelebb a 62. pozícióban 47,4 milliós összeggel. A Good Night, and Good Luck. a nyolcvannyolcadik 31,6, a Capote pedig a kilencvennegyedik 28,8 millió dolláros bevétellel.
Öt éve most először fordul elő, hogy a Legjobb filmre jelöltek nagy része korhatáros (Az USA-ban „R” besorolású); hét éve volt utoljára, hogy ilyen sok (4) jelölt „érte el” ezt a besorolást. A 85 játékfilmből (kivéve az idegen nyelvű kategóriát) 43 film kapott „R” besorolást, 25 film lett „PG-13” besorolású, 16 film kapott „PG” és mindössze 1 „G” besorolást. Érdekes módon a Legjobb film díjra, a legjobb rendezés, forgatókönyv díjára és a színészi díjakra jelölték a korhatáros filmek nagy részét, míg többnyire az enyhébben besorolt filmeket jelölték a maradék kategóriákban, különösen a „vonal alatti” (technikai) területeken (vagyis főleg a zenei és szerkesztői kategóriákban). 
Szintén érdekes, hogy a jelölések a szokásosnál szétszórtabbak; hat éve ez az első alkalom, hogy egy film sem kap jelölést nyolcnál több kategóriában.

## Díjátadók
| Név               | feladat         | tevékenység |
| ----------------- | --------------- | --- |
| Jessica Alba      | bejelentés      | Eric Bana társbejelentővel átadja a Legjobb hangnak járó díjat                                                                        |
| Jennifer Aniston  | bejelentés      | átadja a jelmeztervezőnek járó díjat                                                                                                  |
| Lauren Bacall     | megemlékezés    | felvezeti a Film noir megemlékezést                                                                                                   |
| Eric Bana         | bejelentés      | átadja Jessica Alba színésznővel a legjobb hang díját                                                                                 |
| Zach Braff        | bejelentés      | átadja (mint Chicken Little) Joan Cusack (mint Abby Mallard) legjobb rövid animációs filmnek járó díjat                               |
| Sandra Bullock    | bejelentés      | átadja Keanu Reeves színésszel a látványtervnek járó díjat                                                                            |
| Steve Carell      | bejelentés      | átadja Will Ferrel színésszel a legjobb sminkért járó díjat                                                                           |
| Will Ferrell      | bejelentés      | átadja Steve Carrell-el a legjobb sminknek járó díjat                                                                                 |
| George Clooney    | bejelentés      | in memoriam megemlékezés |
| Russell Crowe     | bejelentés      | az életrajzi filmek előtti főhajtást vezeti fel                                                                                       |
| Joan Cusack       | bejelentés      | átadja (mint Abby Mallard) Zach Braff (mint Chicken Little) legjobb animációs rövidfilmnek járó díjat                                 |
| Jamie Foxx        | bejelentés      | átadja a legjobb női főszereplőnek járó díjat                                                                                         |
| Morgan Freeman    | bejelentés      | átadja a legjobb női mellékszereplő díjat                                                                                             |
| Jennifer Garner   | bejelentés      | átadja a legjobb hangvágásnak járó díjat                                                                                              |
| Jake Gyllenhaal   | bejelentés      | Introduced a segment on epic films |
| Tom Hanks         | bejelentés      | átadja a legjobb rendező díjat |
| Salma Hayek       | bejelentés      | átadja a legjobb zene díjat |
| Dustin Hoffman    | bejelentés      | átadja a legjobb adaptált forgatókönyvnek járó díjat                                                                                  |
| Terrence Howard   | bejelentés      | átadja a legjobb rövid dokumentumfilmnek járó díjat                                                                                   |
| Samuel L. Jackson |                 | politikai filmekből való összeállítást vezet fel                                                                                      |
| Nicole Kidman     | bejelentés      | átadja a legjobb férfi mellékszereplőnek járó díjat                                                                                   |
| Queen Latifah     | bejelentés      | átadja a Oscar-díj a legjobb dalnak díjat                                                                                             |
| Ludacris          | bejelentés      | "It's Hard Out Here For a Pimp" – Hustle & Flow című dal felkonferálása Jordan Houston, Cedric Coleman és Paul Beauregard előadásában |
| Jennifer Lopez    | bejelentés      | "In the Deep" című dal felkonferálása Kathleen "Bird" York előadásában                                                                |
| Rachel McAdams    | Host            | |
| Jack Nicholson    | bejelentés      | átadja a legjobb filmnek járó díjat                                                                                                   |
| Dolly Parton      | előadás         | "Travelin' Thru" – Transamerica című film betétdalának előadása                                                                       |
| Itzhak Perlman    | előadás         | a legjobb zenére jelölt filmekből részletek eljátszása                                                                                |
| Keanu Reeves      | bejelentés      | átadja Sandra Bullock színésznővel a legjobb látványtervezőnek járó díjat                                                             |
| Will Smith        | bejelentés      | átadja az idegen nyelvű filmnek járó díjat                                                                                            |
| Jon Stewart       | ceremóniamester | 78. Oscar-gála ceremóniamestere |
| Ben Stiller       | bejelentés      | átadja a legjobb vizuális effektekért járó díjat                                                                                      |
| Meryl Streep      | bejelentés      | átadja Robert Altman részére az életműdíjat                                                                                           |
| Lily Tomlin       | bejelentés      | átadja Meryl Streep színésznővel Robert Altmannak részére az életműdíjat                                                              |
| Hilary Swank      | bejelentés      | átadja a legjobb férfi főszereplőnek járó díjat                                                                                       |
| Charlize Theron   | bejelentés      | átadja a legjobb dokumentumfilmnek járó díjat                                                                                         |
| Three 6 Mafia     | előadás         | "It's Hard Out Here for a Pimp" című betétdal előadása a Hustle & Flow című filmből                                                   |
| Uma Thurman       | bejelentés      | átadja a legjobb eredeti forgatókönyvnek járó díjat                                                                                   |
| John Travolta     | bejelentés      | átadja a legjobb operatőrnek járó díjat                                                                                               |
| Naomi Watts       | bejelentés      | felvezeti a "Travelin' Thru" című betétdal Dolly Parton előadását                                                                     |
| Luke Wilson       | bejelentés      | átadja Owen Wilson színésszel közösen a legjobb rövidfilmnek járó díjat                                                               |
| Owen Wilson       | bejelentés      | átadja Luke Wilson színésszel közösen a legjobb rövidfilmnek járó díjat                                                               |
| Reese Witherspoon | bejelentés      | átadja az animációs filmnek járó díjat                                                                                                |
| Kathleen York     | előadás         | előadja a "In the Deep" című betétdalt az Ütközések című filmből                                                                      |
| Zhang Ziyi        | bejelentés      | átadja a legjobb vágásnak járó díjat                                                                                                  |

## Kategóriák és jelöltek
Nyertesek félkövérrel jelölve

### Legjobb film
- Capote(Caroline Baron, William Vince, Michael Ohoven)
- Good Night, and Good Luck. (Grant Heslov)
- München (Steven Spielberg, Barry Mendel)
- Túl a barátságon (Diana Ossana, James Schamus)
- Ütközések (Paul Haggis, Cathy Schulman)

### Legjobb férfi főszereplő
- Philip Seymour Hoffman (Capote)
- Terrence Howard (Nyomulj és nyerj)
- Heath Ledger (Túl a barátságon)
- Joaquin Phoenix (A nyughatatlan)
- David Strathairn (Good Night, and Good Luck.)

### Legjobb női főszereplő
- Judi Dench (Mrs. Henderson bemutatja)
- Felicity Huffman (Transamerica)
- Keira Knightley (Büszkeség és balítélet)
- Charlize Theron (Kőkemény Minnesota)
- Reese Witherspoon (A nyughatatlan)

### Legjobb mellékszereplő színész
- George Clooney (Sziriána)
- Matt Dillon (Ütközések)
- Paul Giamatti (A remény bajnoka)
- Jake Gyllenhaal (Túl a barátságon)
- William Hurt (Erőszakos múlt)

### Legjobb mellékszereplő színésznő
- Amy Adams (Junebug)
- Catherine Keener (Capote)
- Frances McDormand (Kőkemény Minnesota)
- Rachel Weisz (Az elszánt diplomata)
- Michelle Williams (Túl a barátságon)

### Legjobb rendező
- George Clooney (Good Night, and Good Luck.)
- Paul Haggis (Ütközések)
- Ang Lee (Túl a barátságon)
- Bennett Miller (Capote)
- Steven Spielberg (München)

### Legjobb eredeti forgatókönyv
- Good Night, and Good Luck. (George Clooney, Grant Heslov)
- Match Point (Woody Allen)
- Sziriana (Stephen Gaghan)
- A tintahal és a bálna (Noah Baumbach)
- Ütközések (Paul Haggis, Robert Moresco)

### Legjobb adaptált forgatókönyv
- Capote (Dan Futterman)
- Az elszánt diplomata (Jeffrey Caine)
- Erőszakos múlt (Josh Olson)
- München (Tony Kushner, Eric Roth)
- Túl a barátságon (Larry McMurtry, Diana Ossana)

### Legjobb fényképezés
- Batman: Kezdődik! (Wally Pfister)
- Egy gésa emlékiratai (Dion Beebe)
- Good Night, and Good Luck (Robert Elswit)
- Túl a barátságon (Rodrigo Prieto)
- Az új világ (Emmanuel Lubezki)

### Legjobb vágás
- Az elszánt diplomata (Claire Simpson)
- München (Michael Kahn)
- A nyughatatlan (Michael McCusker)
- A remény bajnoka (Daniel P. Hanley, Mike Hill)
- Ütközések (Hughes Winborne)

### Legjobb díszlet
- Büszkeség és balítélet (Sarah Greenwood, Katie Spencer)
- Egy gésa emlékiratai (John Myhre, Gretchen Rau)
- Good Night, and Good Luck. (James D. Bissell, Jan Pascale)
- Harry Potter és a Tűz Serlege (Stuart Craig, Stephanie McMillan)
- King Kong (Grant Major, Dan Hennah, Simon Bright)

### Legjobb jelmez
- Büszkeség és balítélet (Jacqueline Durran)
- Charlie és a csokigyár (Gabriella Pescucci)
- Egy gésa emlékiratai (Colleen Atwood)
- Mrs. Henderson bemutatja (Sandy Powell)
- A nyughatatlan (Arianne Phillips)

### Legjobb smink
- Narnia krónikái: Az oroszlán, a boszorkány és a ruhásszekrény (Howard Berger, Tami Lane)
- A remény bajnoka (David LeRoy Anderson, Lance Anderson)
- Star Wars III. rész: A Sith-ek bosszúja (Dave Elsey, Nikki Gooley)

### Legjobb eredeti filmzene
- Büszkeség és balítélet (Dario Marianelli)
- Egy gésa emlékiratai (John Williams)
- Az elszánt diplomata (Alberto Iglesias)
- München (John Williams)
- Brokeback Mountain – Túl a barátságon (Gustavo Santaolalla)

### Legjobb eredeti betétdal
- Nyomulj és nyerj – Jordan Houston, Cedric Coleman, Paul Beauregard: „It's Hard Out Here For a Pimp”
- Transamerica – Dolly Parton: „Travelin' Thru”
- Ütközések – Kathleen York, Michael Becker: „In the Deep”

### Legjobb hang
- Egy gésa emlékiratai (Kevin O'Connell, Greg P. Russell, Rick Kline, John Pritchett)
- King Kong (Christopher Boyes, Michael Semanick, Michael Hedges, Hammond Peek)
- Narnia Krónikái: Az oroszlán, a boszorkány és a ruhásszekrény (Terry Porter, Dean A. Zupancic, Tony Johnson)
- A nyughatatlan (Paul Massey, Doug Hemphill, Peter F. Kurland)
- Világok harca (Andy Nelson, Anna Behlmer, Ron Judkins)

### Legjobb hangvágás
- Egy gésa emlékiratai (Wylie Stateman)
- King Kong (Mike Hopkins, Ethan Van der Ryn)
- Világok harca (Richard King)

### Legjobb vizuális effektek
- King Kong (Joe Letteri, Brian Van't Hul, Christian Rivers, Richard Taylor)
- Narnia Krónikái: Az oroszlán, a boszorkány és a ruhásszekrény (Dean Wright, Bill Westenhofer, Jim Berney, Scott Farrar)
- Világok harca (Dennis Muren, Pablo Helman, Randy Dutra, Daniel Sudick)

### Legjobb animációs film
- Tim Burton: A halott menyasszony
- A vándorló palota
- Wallace és Gromit és az elvetemült veteménylény

### Legjobb idegen nyelvű film
- Fegyverszünet karácsonyra – Franciaország
- Mennyország most – Palesztina
- A múlt árnyai – Olaszország
- Sophie Scholl – Aki szembeszállt Hitlerrel – Németország
- Tsotsi – Dél-Afrika

### Legjobb dokumentumfilm
- Darwin rémálma (Hubert Sauper)
- Enron: The Smartest Guys in the Room (Alex Gibney, Jason Kliot)
- Gyilkos labda – A kerekesszék harcosai (Henry Alex Rubin, Dana Adam Shapiro)
- Pingvinek vándorlása (Luc Jacquet, Yves Darondeau)
- Street Fight (Marshall Curry)

### Legjobb animációs rövidfilm
- 9 (Shane Acker)
- Badgered (Sharon Colman)
- The Moon and the Son: An Imagined Conversation (John Canemaker, Peggy Stern)
- The Mysterious Geographic Explorations of Jasper Morello (Anthony Lucas)
- Az utcai zenész (Mark Andrews, Andrew Jimenez)

### Legjobb rövidfilm
- Ausreißer (Ulrike Grote)
- Cashback (Sean Ellis, Lene Bausager)
- The Last Farm (Rúnar Rúnarsson, Thor Sigurjonsson)
- Our Time is Up (Rob Pearlstein, Pia Clemente)
- Six Shooter (Martin McDonagh)

### Legjobb rövid dokumentumfilm
- The Death of Kevin Carter: Casualty of the Bang Bang Club (Dan Krauss)
- God Sleeps in Rwanda (Kimberlee Acquaro, Stacy Sherman)
- The Mushroom Club (Steven Okazaki)
- A Note of Triumph: The Golden Age of Norman Corwin (Corinne Marrinan, Eric Simonson)

## Életműdíj
- Robert Altman, rendező

## Filmek több jelöléssel
nyolc
- Túl a barátságon – 3 díjat nyert

hat
- Egy gésa emlékiratai – 3 díjat nyert
- Good Night, and Good Luck. – nem nyert díjat
- Ütközések – 3 díjat nyert

öt
- Capote – 1 díjat nyert
- München – nem nyert díjat
- A nyughatatlan – 1 díjat nyert

négy
- Büszkeség és balítélet – nem nyert díjat
- Az elszánt diplomata – 1 díjat nyert
- King Kong – 3 díjat nyert

három
- Az oroszlán, a boszorkány és a ruhásszekrény – 1 díjat nyert
- A remény bajnoka – 1 díjat nyert
- Világok harca – nem nyert díjat

kettő
- Erőszakos múlt – nem nyert díjat
- Kőkemény Minnesota – nem nyert díjat
- Mrs. Henderson bemutatja – nem nyert díjat
- Nyomulj és nyerj – 1 díjat nyert
- Sziriána – 1 díjat nyert
- Transamerica – nem nyert díjat

## In memoriam
George Clooney konferálásában az Akadémia néhány percet szán arra, hogy emlékezzen a mozivilág előző évi halottaira: Teresa Wright, Pat Morita, Robert F. Newmyer producer, Dan O'Herlihy, Vincent Schiavelli, Joe Ranft író, Moira Shearer, Fayard Nicholas, Joel Hirschhorn zeneszerző, Sandra Dee, John Fiedler, Anthony Franciosa, Stu Linder vágó, Barbara Bel Geddes, Moustapha Akkad producer, Chris Penn, John Mills, Robert Knudson recording sound mixer, Simone Simon, Debra Hill producer, Onna White koreográfus, Robert J. Schiffer sminkmester, Guy Green operatőr/rendező, Brock Peters, Ernest Lehman író, Shelley Winters, Anne Bancroft, John Box production designer, Eddie Albert, Ismail Merchant producer, Robert Wise rendező és végül Richard Pryor.